# Superioridade ilusória
Superioridade ilusória ou ilusão da superioridade é um conceito usado na psicologia social para descrever uma condição de viés cognitivo em que uma pessoa superestima suas próprias qualidades e habilidades, em relação às mesmas qualidades e habilidades de outras pessoas. A superioridade ilusória é uma das muitas ilusões positivas, relacionadas ao si mesmo, evidenciadas no estudo da inteligência, no desempenho efetivo de tarefas e testes e na posse de características pessoais e traços de personalidade desejáveis.
O termo superioridade ilusória foi usado pelos pesquisadores Van Yperen e Buunk, em 1991. A condição também é conhecida como efeito acima da média, viés de superioridade, erro de leniência, senso de superioridade relativa, efeito primus inter pares, e o efeito do Lago Wobegon.
Uma grande maioria da literatura sobre superioridade ilusória se origina de estudos com participantes nos Estados Unidos. No entanto, pesquisas que investigam apenas os efeitos em uma população específica são severamente limitadas, pois que isso pode não ser uma representação verdadeira da psicologia humana. Pesquisas mais recentes investigando autoestima em outros países sugerem que a superioridade ilusória depende da cultura. Alguns estudos indicam que os leste asiáticos tendem a subestimar suas próprias habilidades, a fim de melhorar a si mesmos e conviver com os outros.

## Explicações

### Heurística melhor que a média
Alicke e Govorun propuseram a ideia de que, em vez de indivíduos revisarem e pensarem conscientemente sobre suas próprias habilidades, comportamentos e características e compará-los com os de outros, é provável que as pessoas tenham o que descrevem como uma "tendência automática de assimilar objetos sociais positivamente avaliados em relação às concepções ideais de características". Por exemplo, se um indivíduo se considerasse honesto, provavelmente exageraria sua característica em direção à posição ideal percebida em uma escala de honestidade. De modo importante, Alicke observou que essa posição ideal nem sempre é o topo da escala; por exemplo, com a honestidade, alguém que é sempre brutalmente honesto pode ser considerado rude - o ideal é um equilíbrio, percebido de maneira diferente por indivíduos diferentes.

### Egocentrismo
Outra explicação para o funcionamento do efeito acima da média é o egocentrismo. Essa é a ideia de que um indivíduo coloca maior importância e significado em suas próprias habilidades, características e comportamentos do que os de outros. O egocentrismo é, portanto, um viés de autosserviço menos abertamente. De acordo com o egocentrismo, os indivíduos se superestimam em relação aos outros porque acreditam que têm uma vantagem que os outros não têm, como um indivíduo considerando seu próprio desempenho e o desempenho de outro considerará seu desempenho melhor, mesmo quando são de fato iguais.
Kruger (1999) encontrou apoio para a explicação do egocentrismo em sua pesquisa envolvendo classificações dos participantes de suas capacidades em tarefas fáceis e difíceis. Verificou-se que os indivíduos eram consistentes em suas classificações de si mesmos como acima da mediana nas tarefas classificadas como "fáceis" e abaixo da mediana nas tarefas classificadas como "difíceis", independentemente de sua capacidade real. Neste experimento, o efeito acima da média foi observado quando foi sugerido aos participantes que eles teriam sucesso, mas também foi encontrado um efeito pior que a média quando foi sugerido que os participantes não teriam êxito.

### Focalismo
Ainda outra explicação para o efeito acima da média é o "focalismo", a ideia de que maior significado é colocado no objeto que é o foco da atenção. A maioria dos estudos sobre o efeito acima da média coloca foco maior no si mesmo ao solicitar aos participantes que façam comparações (a pergunta geralmente será formulada com o eu apresentado antes do objetivo da comparação - "compare a si mesmo à pessoa média"). De acordo com o focalismo, isso significa que o indivíduo atribuirá maior significado à sua própria capacidade ou característica do que ao alvo de comparação. Isso também significa que, em teoria, se em um experimento sobre o efeito melhor que a média as perguntas fossem formuladas para que o eu e o outro fossem trocados (por exemplo, "compare o par médio com você"), o efeito melhor que a média deve ser diminuído.
A pesquisa sobre o focalismo se concentrou principalmente no viés otimista, e não no efeito melhor que a média. No entanto, dois estudos descobriram um efeito reduzido do viés otimista quando os participantes foram solicitados a comparar um par médio com eles mesmos, e não eles mesmos com um par médio.
Windschitl, Kruger & Simms (2003) conduziram pesquisas sobre o focalismo, concentrando-se especificamente no efeito melhor que a média, e descobriram que pedir aos participantes para estimar sua capacidade e probabilidade de sucesso em uma tarefa produzia resultados de estimativas reduzidas quando perguntados sobre as chances de sucesso dos outros e não as suas.

### Processamento de informações mentais ruidoso
Um Psychological Bulletin de 2012 sugere que a superioridade ilusória, bem como outros preconceitos, pode ser explicado por um mecanismo generativo teórico-informacional que assume a observação (uma conversão ruidosa da evidência objetiva) em estimativas subjetivas (julgamento). O estudo sugere que o mecanismo cognitivo de base é semelhante à mistura ruidosa de memórias que causam o viés conservador ou excesso de confiança: reajuste das estimativas de nosso próprio desempenho depois de nossa própria performance, que  são ajustadas de forma diferente do que os reajustes sobre as estimativas das performances dos outros. As estimativas dos escores de outros são ainda mais conservadoras (mais influenciadas pela expectativa anterior) do que as nossas estimativas de nosso próprio desempenho (mais influenciadas pelas novas evidências recebidas depois de fazer o teste). A diferença no viés conservador de ambas as estimativas (estimativa conservadora de nosso próprio desempenho, e estimativa ainda mais conservadora do desempenho dos outros) é o suficiente para criar uma ilusão de superioridade.
Como o ruído mental é uma explicação suficiente que é muito mais simples e direta do que qualquer outra explicação envolvendo heurísticas, comportamento ou interação social, o princípio da navalha de Occam argumenta a seu favor como o mecanismo gerador subjacente (seria a hipótese que toma menos premissas).

### Recrutamento seletivo
O recrutamento seletivo é a noção de que um indivíduo seleciona seus próprios pontos fortes e os pontos fracos do outro ao fazer comparações entre pares, para que apareçam melhor no conjunto. Esta teoria foi testada pela primeira vez por Weinstein (1980); no entanto, isso ocorreu em um experimento relacionado ao viés otimista, e não ao efeito acima da média. O estudo envolveu participantes que classificaram certos comportamentos como prováveis de aumentar ou diminuir a chance de uma série de eventos da vida acontecer com eles. Verificou-se que os indivíduos apresentaram viés menos otimista quando foram autorizados a ver as respostas dos outros.
Perloff e Fetzer (1986) sugeriram que, ao fazer comparações entre pares sobre uma característica específica, um indivíduo escolhe um alvo de comparação - o par com quem está sendo comparado - com habilidades mais baixas. Para testar essa teoria, Perloff e Fetzer pediram aos participantes que se comparassem a alvos  específicos de comparação, como um amigo íntimo, e descobriram que a superioridade ilusória diminuiu quando lhes disseram para visualizar uma pessoa específica, em vez de construções vagas como "o par médio". No entanto, esses resultados não são totalmente confiáveis e podem ser afetados pelo fato de os indivíduos gostarem mais de seus amigos próximos do que um "par médio" e, como resultado, classificarem o amigo como sendo mais alto do que a média; portanto, o amigo não seria uma comparação objetiva alvo.

### Comparações "eu versus agregado"
Essa ideia, apresentada por Giladi e Klar, sugere que, ao fazer comparações, qualquer membro de um grupo tenderá a avaliar-se para se classificar acima do nível de desempenho médio estatístico desse grupo ou do nível mediano de desempenho de seus membros. Por exemplo, se for solicitado a um indivíduo que avalie sua própria habilidade de dirigir em comparação com o restante do grupo, é provável que ele se avalie como um motorista acima da média. Além disso, é provável que a maioria do grupo se avalie acima da média. A pesquisa encontrou esse efeito em muitas áreas diferentes do desempenho humano e até o generalizou além das tentativas dos indivíduos de fazer comparações entre si. Os resultados desta pesquisa sugerem, portanto, que, em vez de os indivíduos se avaliarem acima da média de maneira  egoísta, o efeito acima da média na verdade seria devido a uma tendência geral de avaliar qualquer pessoa ou objeto como melhor que a média.

### Explicações não sociais
O efeito acima da média pode não ter origens totalmente sociais - julgamentos sobre objetos inanimados sofrem distorções semelhantes.

## Neuroimagem
O grau em que as pessoas se consideram mais desejáveis do que as pessoas comuns se vincula à ativação reduzida no córtex orbitofrontal e no córtex cingulado anterior dorsal. Isto é sugerido para vincular ao papel dessas áreas no processamento do "controle cognitivo".

## Efeitos em diferentes situações
A superioridade ilusória foi encontrada nas comparações de indivíduos com outros em uma variedade de aspectos da vida, incluindo o desempenho em circunstâncias acadêmicas (como desempenho nas aulas, exames e inteligência geral), em ambientes de trabalho (por exemplo, no desempenho profissional) e em contextos sociais (por exemplo, na estimativa da popularidade de alguém, ou na medida em que alguém possui traços de personalidade desejáveis, como honestidade ou confiança), e nas habilidades cotidianas que exigem habilidades específicas.
Para que a superioridade ilusória seja demonstrada pela comparação social, dois obstáculos lógicos precisam ser superados. Uma é a ambiguidade da palavra "média". É logicamente possível que quase todo o conjunto esteja acima da média se a distribuição de habilidades estiver altamente distorcida. Por exemplo, o número médio de pernas por ser humano é ligeiramente inferior a duas, porque algumas pessoas têm menos de duas e quase nenhuma tem mais. Portanto, os experimentos costumam comparar indivíduos com a mediana do grupo de pares, uma vez que, por definição, é impossível para a maioria exceder a mediana.
Um outro problema ao inferir inconsistência é que os sujeitos podem interpretar a questão de maneiras diferentes; portanto, é logicamente possível que a maioria deles seja, por exemplo, mais generosa do que o resto do grupo, cada um com "seu próprio entendimento" da generosidade. Essa interpretação é confirmada por experimentos que variaram a quantidade de liberdade interpretativa. Enquanto os indivíduos se avaliavam em um atributo específico e bem definido, a superioridade ilusória permanece.

### Capacidade acadêmica, desempenho no trabalho, ações judiciais em julgamento e negociação de ações
Em uma pesquisa de professores da Universidade de Nebraska-Lincoln, 68% se classificaram entre os 25% melhores em habilidades de ensino e mais de 90% se classificaram acima da média.
Em uma pesquisa semelhante, 87% dos estudantes de Mestrado em Administração de Empresas da Universidade Stanford avaliaram seu desempenho acadêmico acima da mediana.
A superioridade ilusória também explicou fenômenos como a grande quantidade de negociações no mercado de ações (já que cada trader pensa que eles são os melhores e mais prováveis de obter sucesso), e o número de ações judiciais que vão a julgamento (porque, devido a superioridade ilusória, muitos advogados acreditam que ganharão um caso).

### Tarefas cognitivas
Nas experiências de Kruger e Dunning, os participantes receberam tarefas específicas (como resolver problemas de lógica, analisar questões gramaticais e determinar se as piadas eram engraçadas) e foram convidados a avaliar seu desempenho nessas tarefas em relação ao restante do grupo, permitindo uma comparação direta do desempenho real e percebido.
Os resultados foram divididos em quatro grupos, dependendo do desempenho real, e verificou-se que todos os quatro grupos avaliaram seu desempenho acima da média, o que significa que o grupo com menor pontuação  (os 25% inferiores) apresentou um viés de superioridade ilusório muito grande. Os pesquisadores atribuíram isso ao fato de que os indivíduos que foram piores no desempenho das tarefas também foram piores no reconhecimento de habilidades nessas tarefas. Isso foi apoiado pelo fato de que, com o treinamento, os piores sujeitos melhoraram sua estimativa de classificação e também melhoraram as tarefas. O artigo, intitulado "Inabilidoso e Inconsciente disso: Como Dificuldades em Reconhecer a Própria Incompetência Levam a Autoavaliações Infladas" (Unskilled and Unaware of It: How Difficulties in Recognizing One's Own Incompetence Lead to Inflated Self-Assessments), ganhou o Prêmio Ig Nobel em 2000.
Em 2003, Dunning e Joyce Ehrlinger, também da Universidade Cornell, publicaram um estudo que detalhava uma mudança na visão das pessoas sobre si mesmas influenciadas por sinais externos. Os estudantes de graduação de Cornell foram submetidos a testes de seus conhecimentos de geografia, alguns com a intenção de afetar positivamente suas autovisões, outros com a intenção de afetá-las negativamente. Eles foram convidados a avaliar seu desempenho, e aqueles que receberam os testes positivos relataram um desempenho significativamente melhor do que aqueles que receberam os negativos.
Daniel Ames e Lara Kammrath estenderam este trabalho à sensibilidade dos outros e à percepção dos sujeitos de quão sensíveis eles eram. A pesquisa de Burson, Larrick e Klayman sugere que o efeito não é tão óbvio e pode ser devido aos níveis de ruído e viés.
O artigo mais recente de Dunning, Kruger e coautores sobre esse assunto chega a conclusões qualitativamente semelhantes depois de fazer alguma tentativa de testar explicações alternativas.

### Capacidade de condução
Svenson (1981) entrevistou 161 estudantes na Suécia e nos Estados Unidos, pedindo-lhes para comparar suas habilidades de condução e segurança com outras pessoas. Para habilidades de direção, 93% da amostra dos EUA e 69% da amostra sueca se colocam entre os 50% melhores; para segurança, 88% dos EUA e 77% dos suecos se colocam entre os 50% melhores.
McCormick, Walkey e Green (1986) encontraram resultados semelhantes em seu estudo, pedindo a 178 participantes que avaliassem sua posição em oito dimensões diferentes das habilidades de direção (exemplos incluem a dimensão "perigoso-seguro" e a dimensão "ponderado-insensato"). Apenas uma pequena minoria se classificou abaixo da mediana e, quando todas as oito dimensões foram consideradas juntas, verificou-se que quase 80% dos participantes se avaliaram como motoristas acima da média.
Uma pesquisa comercial mostrou que 36% dos motoristas acreditavam que eram um motorista acima da média enquanto enviavam mensagens de texto ou enviavam e-mails em comparação com outros motoristas; 44% consideravam-se na média e 18% abaixo da média.

### Saúde
A superioridade ilusória foi encontrada em um estudo de autorrelato de comportamentos de saúde (Hoorens & Harris, 1998), que pediu aos participantes que estimassem com que frequência eles e seus pares realizavam comportamentos saudáveis e não saudáveis. Os participantes relataram que executavam comportamentos saudáveis com mais frequência do que os pares médios e comportamentos não saudáveis com menos frequência. Os resultados foram mantidos mesmo para o comportamento futuro esperado.

### Imunidade a viés
Os indivíduos se descrevem em termos positivos em comparação com outras pessoas, e isso inclui se descrever como menos suscetíveis a preconceitos do que outras pessoas. Esse efeito é chamado de "viés do ponto cego" e foi demonstrado de forma independente.

### QI
Um dos principais efeitos da superioridade ilusória no QI é o "efeito Downing". Isso descreve a tendência das pessoas com um QI abaixo da média de superestimar o seu QI, e das pessoas com um QI acima da média para subestimar o seu QI. Essa tendência foi observada pela primeira vez por C. L. Downing, que conduziu os primeiros estudos transculturais sobre inteligência percebida. Seus estudos também mostraram que a capacidade de estimar com precisão o QI de outras pessoas era proporcional ao próprio QI (ou seja, quanto menor o QI, menos capaz de avaliar com precisão o QI de outras pessoas). No geral, as pessoas com QI alto avaliam melhor o QI de outras pessoas, mas, quando perguntadas sobre o QI de pessoas com QI semelhante a elas mesmas, elas são suscetíveis a  classificarem-nas como tendo QI mais alto.
A disparidade entre o QI real e o QI percebido também foi observada entre os sexos pelo psicólogo britânico Adrian Furnham, em cujo trabalho houve uma sugestão de que, em média, os homens têm mais chances de superestimar sua inteligência em 5 pontos, enquanto as mulheres têm mais probabilidade de subestimar seu QI por uma margem semelhante.

### Memória
Superioridade ilusória foi encontrada em estudos comparando autorrelatos de memória, como as pesquisas de Schmidt, Berg & Deelman em idosos. Este estudo envolveu participantes com idade entre 46 e 89 anos comparando sua própria memória com a de pares da mesma faixa etária e de 25 anos, e a sua própria memória aos 25 anos. Esta pesquisa mostrou que os participantes exibiram superioridade ilusória ao se comparar com colegas e adultos mais jovens, no entanto, os pesquisadores afirmaram que esses julgamentos estavam apenas ligeiramente relacionados à idade.

### Popularidade
No estudo de Zuckerman e Jost, os participantes receberam questionários detalhados sobre suas amizades e foram convidados a avaliar sua própria popularidade. Usando análise de redes sociais, eles foram capazes de mostrar que os participantes geralmente tinham percepções exageradas de sua própria popularidade, especialmente em comparação com seus próprios amigos.
Apesar do fato de que a maioria das pessoas no estudo acreditava ter mais amigos do que seus amigos, um estudo de 1991 do sociólogo Scott L. Feld sobre o paradoxo das amizades mostra que, em média, devido ao viés de amostragem, a maioria das pessoas tem menos amigos que seus amigos ter.

### Felicidade no relacionamento
Os pesquisadores também encontraram superioridade ilusória na satisfação do relacionamento. Por exemplo, um estudo constatou que os participantes perceberam seus próprios relacionamentos como melhores do que os relacionamentos dos outros em média, mas pensavam que a maioria das pessoas estava feliz com seus relacionamentos. Também encontrou evidências de que quanto mais alto os participantes avaliavam a felicidade de seu próprio relacionamento, mais superior eles acreditavam que seu relacionamento era - a superioridade ilusória também aumentava a satisfação de seu próprio relacionamento. Esse efeito foi pronunciado nos homens, cuja satisfação estava especialmente relacionada à percepção de que o próprio relacionamento era superior e à suposição de que poucos outros eram infelizes nos relacionamentos. Por outro lado, a satisfação das mulheres estava particularmente relacionada ao pressuposto de que a maioria das pessoas estava feliz com seu relacionamento. Um estudo[carece de fontes?] descobriu que os participantes ficaram na defensiva quando seu cônjuge ou companheiro era percebido por outros como mais bem sucedido em qualquer aspecto de sua vida e  tinham a tendência de exagerar seu sucesso e subestimar o sucesso de seu cônjuge ou parceiro.

### Si mesmo, amigos e pares
Um dos primeiros estudos que encontraram superioridade ilusória foi realizado nos Estados Unidos pelo College Board em 1976. Uma pesquisa foi anexada aos exames do SAT (realizados por um milhão de estudantes anualmente), solicitando que os alunos se classifiquem em relação à mediana da amostra (em vez da média dos colegas) em várias características positivas vagas. Nas classificações de liderança, 70% dos estudantes se colocam acima da mediana. Na capacidade de se dar bem com os outros, 85% se colocam acima da mediana; 25% classificaram-se no top 1%.
Um estudo de 2002 foi feito sobre a superioridade ilusória em contextos sociais, com participantes comparando-se a amigos e outros colegas em características positivas (como pontualidade e sensibilidade) e características negativas (como ingenuidade ou inconsistência). Este estudo descobriu que os participantes se classificaram mais favoravelmente que seus amigos, mas classificaram seus amigos mais favoravelmente do que outros pares (mas havia vários fatores moderadores).
Pesquisas feitas por Perloff e Fetzer, Brown, e Henri Tajfel e John C. Turner também encontraram amigos como sendo avaliados mais alto do que outros pares. Tajfel e Turner atribuíram isso a um "viés de grupo" e sugeriram que isso era motivado pelo desejo do indivíduo por uma "identidade social positiva".

## Fatores moderadores
Embora se tenha achado que a superioridade ilusória é um tanto egoísta, isso não significa que ocorrerá previsivelmente - não é constante. A força do efeito é moderada por muitos fatores, cujos principais exemplos foram resumidos por Alicke e Govorun (2005).

### Interpretabilidade/ambiguidade da característica
Esse é um fenômeno que Alicke e Govorun descreveram como "a natureza da dimensão do julgamento" e refere-se a quão subjetiva (abstrata) ou objetiva (concreta) é a capacidade ou característica avaliada. A pesquisa de Sedikides & Strube (1997) descobriu que as pessoas são mais egoístas (o efeito da superioridade ilusória é mais forte) quando o evento em questão é mais aberto à interpretação, por exemplo, construções sociais como popularidade e atratividade são mais interpretáveis do que características como inteligência e capacidade física. Isso também foi parcialmente atribuído à necessidade de uma visão pessoal crível.
A ideia de que a ambiguidade modera a superioridade ilusória tem suporte empírico à pesquisa de um estudo envolvendo duas condições: em um, os participantes receberam critérios para avaliar uma característica como ambígua ou inequívoca, e nos outros participantes foram livres para avaliar as características de acordo com seus próprios critérios. Verificou-se que o efeito da superioridade ilusória foi maior na condição em que os participantes estavam livres para avaliar as características.
Os efeitos da superioridade ilusória também foram considerados mais fortes quando as pessoas se avaliam em habilidades nas quais são totalmente incompetentes. Esses sujeitos têm a maior disparidade entre o desempenho real (na extremidade inferior da distribuição) e a autoavaliação (colocando-se acima da média). Esse efeito de Dunning-Kruger é interpretado como uma falta de capacidade metacognitiva de reconhecer sua própria incompetência.

### Método de comparação
Verificou-se que o método usado na pesquisa de superioridade ilusória tem uma implicação na força do efeito encontrado. A maioria dos estudos sobre superioridade ilusória envolve uma comparação entre um indivíduo e um par médio, do que existem dois métodos: comparação direta e comparação indireta. Uma comparação direta - que é mais comumente usada - envolve a classificação do participante e o par médio na mesma escala, de "abaixo da média" a "acima da média" e resulta em participantes sendo muito mais egoístas. Os pesquisadores sugeriram que isso ocorre devido à comparação mais próxima entre o indivíduo e o par médio, no entanto, o uso desse método significa que é impossível saber se um participante superestimou a ambos, subestimou o par médio ou ambos.
O método indireto de comparação envolve que os participantes classifiquem a si e o par médio em escalas separadas e o efeito de superioridade ilusória seja encontrado retirando a pontuação média de par da pontuação do indivíduo (com uma pontuação mais alta indicando um efeito maior). Embora o método de comparação indireta seja usado com menos frequência, é mais informativo em termos de se os participantes se superestimaram ou subestimaram o par médio e, portanto, podem fornecer mais informações sobre a natureza da superioridade ilusória.

### Alvo de comparação
A natureza do alvo de comparação é um dos fatores moderadores mais fundamentais do efeito da superioridade ilusória, e há duas questões principais relacionadas ao objetivo de comparação que precisam ser consideradas.
Primeiro, a pesquisa de superioridade ilusória é distinta em termos do alvo de comparação, porque um indivíduo se compara a um par médio hipotético em vez de uma pessoa tangível. Alicke et al. (1995) descobriram que o efeito da superioridade ilusória ainda estava presente, mas foi significativamente reduzido quando os participantes se compararam com pessoas reais (também participantes do experimento, que estavam sentados na mesma sala), em oposição a quando os participantes se compararam com um par médio. Isso sugere que a pesquisa sobre superioridade ilusória pode, por si só, influenciar os resultados e encontrar um efeito maior do que realmente ocorreria na vida real.
Pesquisas adicionais sobre as diferenças entre os objetivos de comparação envolveram quatro condições em que os participantes estavam em proximidade variável de uma entrevista com o objetivo de comparação: assistir ao vivo na mesma sala; assistindo na fita; lendo uma transcrição escrita; ou fazer comparações entre si com um par médio. Verificou-se que, quando o participante era mais afastado da situação da entrevista (nas condições de observação e transcrição da fita), o efeito da superioridade ilusória era maior. Os pesquisadores afirmaram que esses achados sugerem que o efeito da superioridade ilusória é reduzido por dois fatores principais - individuação do alvo e contato vivo com o alvo.
Segundo, os estudos de Alicke et al. (1995) investigaram se as conotações negativas à palavra "média" podem afetar o grau em que os indivíduos exibem superioridade ilusória, ou seja, se o uso da palavra "média" aumenta a superioridade ilusória . Os participantes foram convidados a avaliar a si mesmos, o par médio e uma pessoa com quem haviam se sentado ao lado no experimento anterior, em várias dimensões. Verificou-se que eles se colocaram mais altos, seguidos pela pessoa real, seguida pelo par médio, no entanto, o par médio foi consistentemente colocado acima do ponto médio da escala, sugerindo que a palavra "médio" não teve um efeito negativo sobre a visão do participante sobre o par médio.

### Controlabilidade
Um fator moderador importante do efeito da superioridade ilusória é a medida em que um indivíduo acredita que é capaz de controlar e mudar de posição na dimensão em questão. De acordo com Alicke & Govorun, as características positivas que um indivíduo acredita estar sob seu controle são mais autosservidoras, e características negativas que são vistas como incontroláveis são menos prejudiciais ao autoaprimoramento. Essa teoria foi apoiada pela pesquisa de Alicke (1985), que descobriu que os indivíduos se classificaram  mais alto que um par médio em características controláveis positivas e menor que um par médio em características negativas incontroláveis. A ideia, sugerida por essas descobertas, de que os indivíduos acreditam que são responsáveis por seu sucesso e que algum outro fator é responsável por seu fracasso é conhecida como viés de autoconveniência.

### Diferenças individuais de juízo
As características da personalidade variam muito entre as pessoas e acharam-se como moderadoras dos efeitos da superioridade ilusória, um dos principais exemplos disso sendo a autoestima. Brown (1986) constatou que nas autoavaliações de características positivas os participantes com maior autoestima apresentaram maior viés de superioridade ilusória do que os participantes com menor autoestima. Além disso, outro estudo constatou que os participantes pré-classificados como tendo alta autoestima tenderam a interpretar características ambíguas de maneira autosservidora, enquanto os participantes pré-classificados como tendo baixa autoestima não fizeram isso.

## Relação com a saúde mental
A psicologia tradicionalmente assumiu que autopercepções geralmente precisas são essenciais para uma boa saúde mental. Isso foi desafiado por um artigo de 1988 de Taylor e Brown, que argumentava que indivíduos mentalmente saudáveis geralmente manifestam três ilusões cognitivas - superioridade ilusória, ilusão de controle e viés de otimismo. Essa ideia rapidamente se tornou muito influente, com algumas autoridades concluindo que seria terapêutico induzir deliberadamente esses vieses. Desde então, novas pesquisas minaram essa conclusão e ofereceram novas evidências associando superioridade ilusória a efeitos negativos sobre o indivíduo.
Uma linha de argumento era que, no trabalho de Taylor e Brown, a classificação das pessoas como mentalmente saudáveis ou não era baseada em autorrelatos, e não em critérios objetivos. Portanto, não era de surpreender que as pessoas propensas ao autoaperfeiçoamento  exagerassem o quão bem ajustadas elas são. Um estudo afirmou que grupos "mentalmente normais" foram contaminados por "negadores defensivos", que são os mais sujeitos a ilusões positivas. Um estudo longitudinal constatou que vieses de autoaprimoramento estavam associados a habilidades sociais precárias e desajustes psicológicos. Em um experimento separado, em que as conversas gravadas em vídeo entre homens e mulheres foram avaliadas por observadores independentes, indivíduos autoaprimoradores tinham maior probabilidade de mostrar comportamentos socialmente problemáticos, como hostilidade ou irritabilidade. Um estudo de 2007 constatou que vieses de autoaprimoramento estavam associados a benefícios psicológicos (como bem-estar subjetivo), mas também a custos inter e intrapessoais (como comportamento antissocial).

## Efeito pior que a média
Em contraste com o que geralmente se acredita, a pesquisa descobriu que efeitos melhores que a média não são universais. De fato, muitas pesquisas recentes encontraram o efeito oposto em muitas tarefas, especialmente se fossem mais difíceis.

## Autoestima
A relação da superioridade ilusória com a autoestima é incerta. A teoria de que aqueles com alta autoestima mantêm esse alto nível por se classificarem muito bem não é sem mérito - estudos envolvendo estudantes universitários não deprimidos descobriram que pensavam ter mais controle sobre resultados positivos em comparação com seus pares, mesmo quando controlavam o desempenho. Os estudantes não deprimidos também classificam ativamente os pares abaixo de si mesmos, em vez de os classificarem mais alto. Os alunos conseguiram recordar muito mais traços de personalidade negativos sobre os outros do que sobre si mesmos.
Deve-se notar, porém, que nesses estudos não houve distinção entre pessoas com alta autoestima legítima e ilegítima, pois outros estudos descobriram que a ausência de ilusões positivas coexiste principalmente com alta autoestima e que indivíduos determinados inclinados ao crescimento e ao aprendizado são menos propensos a essas ilusões.  Assim, pode ser que, enquanto a superioridade ilusória esteja associada à alta autoestima imerecida, pessoas com alta autoestima legítima não a exiba necessariamente.

## Antecedentes históricos
O viés cognitivo da superioridade ilusória é conhecido ao longo da história e identificado pelos intelectuais. Uma amostra de seus comentários inclui:
- Confúcio (551–479 a.C.), que disse: "Conhecimento real é conhecer a extensão da própria ignorância".[55]
- O filósofo Sócrates (470–399 a.C.), que interpretou uma profecia do oráculo de Delfos, disse que era sábio apesar de sentir que não compreendia completamente nada, como a sabedoria de saber que nada sabia.
- O dramaturgo William Shakespeare (1564-1616), que disse: "O tolo pensa que é sábio, mas o sábio sabe que é um tolo" (As You Like It, V. i.)[56]
- O poeta Alexander Pope (1688–1744), que escreveu em An Essay on Criticism (1709): "Pouco aprendizado é uma coisa perigosa"
- Henry Fielding (1707–1754), que no romance The History of Tom Jones, a Founding, escreveu: "Pois homens de aprendizado verdadeiro e conhecimento quase universal, sempre compassivos [têm pena] da ignorância dos outros; mas companheiros que se destacam em alguma arte pequena, baixa e desprezível, sempre desprezam aqueles que não estão familiarizados com essa arte."
- O naturalista Charles Darwin (1809-1882), que disse: "A ignorância gera com mais frequência a confiança do que o conhecimento"[57]
- O filósofo Friedrich Nietzsche (1844-1900), que escreveu em Humano, Demasiado Humano (aforismo 483), "Os Inimigos da Verdade. — Convicções são inimigos da verdade mais perigosos do que mentiras."[58]
- W. B. Yeats (1865–1939), que no poema The Second Coming disse: "Os melhores carecem de toda convicção, enquanto os piores/Estão cheios de intensidade apaixonada".[59]
- O filósofo e matemático Bertrand Russell (1872-1970), que disse: "Uma das coisas dolorosas do nosso tempo é que aqueles que sentem certeza são estúpidos e aqueles com qualquer imaginação e entendimento estão cheios de dúvidas e indecisões".[59]
- Uma piada atribuída a Mark Twain (1835-1910), embora possivelmente apócrifa: "Quando eu tinha 14 anos, meu pai era tão ignorante que eu mal podia suportar ter o velho por perto. Mas quando eu tinha 21 anos, fiquei surpreso com o quanto o velho aprendeu em sete anos."[60]